# 原智広
原 智広（ハラ トモヒロ、1985年 - ）は著作家、翻訳家、フランス文学者、映画監督、脚本家。

## 経歴、人物
東京都出身。不登校だった。中学卒業後、アルバイトを転々としながら、大量の本を乱読し、海外を放浪しながら執筆をするという日々を過ごす。
一番尊敬する作家はアントナン・アルトーであると語っており、アルトーの晩年の最期の手記である「イブリーの手帖」の翻訳プロジェクトを続けている。
大学入学資格検定取得後、モロッコへ遊学。フランス語を学ぶ。

## 訳文に関して
「戦時の手紙 ジャック・ヴァシェ大全」（河出書房新社)（2019)は、大学に所属する一般的な研究者の訳書とは遠くかけ離れた特異な訳文である。ジャック・ヴァシェの研究者の後藤美和子に、本書は恣意的な創作と原文の改竄であり、到底訳書と言えるような代物ではないと、図書新聞の紙面上にて「創作翻訳で済まされるのか」と告発され、5つの具体的事例をあげ、物議を醸した。
本人は学術的な翻訳というものは目指していないとうかがえる。翻訳を作者を紹介する表現の手段の一つであると捉えているようである。
2021年に編集した「イリュミナシオン」創刊号に掲載されている「イヴリーの手帖との対峙」（アントナン・アルトー）322Pにて、翻訳についての自身の考えを示した。
「完璧な翻訳（そもそもそんなものはないのだが）は誰の手によっても不可能だろう。私はアルトーの告発していることを、これまでの著作や前後の文脈、憶測や文体、言葉の隠された意味、記憶の派生から、飛躍させ、進化させ、大枠ではアルトーの言っていることを表現出来たと自負している。つまりは、論理や構成、意味を取り除き、真に迫る本質だけを強度と共に浮かび上がらせるという方法を採用した。アルトーと違う時代、違う場所ではあるが、同じ生を持ってして書くこと、（中略）一般的な翻訳とは到底言えないが、最もアルトーに接近した文章だと確信している。」
河出書房新社は図書新聞にて掲載された告発文に回答した。

## 著書、寄稿
『HAPAX』(夜光社)、『boidマガジン』（Boid)、 『jazz tokyo』や 『TOCANA』 などの媒体にて、映画批評、音楽批評、フランス文学などを連載中。

## 訳著
- 『戦時の手紙　ジャック・ヴァシェ大全』（2019）（河出書房新社）「戦時の手紙」、「シュルレアリスム革命誌2号 自殺に関するアンケート」、「ジャック・ヴァシェの召喚」を集成。

## 共著、翻訳、編集
- 「HAPAX12 香港、ファシズム」（夜光社）（2020)　「セリーヌとファシズム　戦争のあとの風景」
- 「イリュミナシオン[創刊号]」（2021）（EK-Stase）責任編集、発行人、翻訳を担当。「アントナン・アルトー　イヴリーの手帖との対峙」(妙訳）「自画像」エドゥアール・ルヴェ(妙訳） 「俺は真面目になる...」ジャック・リゴー(妙訳）
- 「アルトー横断 不可能な身体」(月曜社）(2023)「アルトーと共に生き、アルトーを復活させるために 六つの質問」
- 「FEU(フー）」NO.1(2023) （EK-Stase）責任編集、発行人、翻訳と執筆を担当。「アントナン・アルトー　イヴリーの手帖との対峙」(妙訳）「スコラ学的解体とキリストの否定、存在を忌み嫌うことについてのアルトーの韻律法」 （論考）

## 映像作品
- 「インフォメンタル」（2012）監督、脚本、撮影

## ミュージックビデオ
- HTRK「Eat Yr Heart」(2011)
- HTRK「Body Double」(2011)
- ホッタモモ 「すいせいになりたい」(2023)
- Yutaka Kawamura「Provini」(2024)
- House Of Tapes「Dark Spark」(2024)
- LOLOET「ELLE」(2025)

論文
- 『光学的革命論』（2012）
- 『仮象実体的社会と電子的スペクタクル性、その全貌への憎悪（スペクタクルの社会及びスペクタクルの社会への注解の改題）（2012年）

出版物
- 「イリュミナシオン」創刊号」(EK-Stase 2021)を発刊。2021年 クラウドファンディング終了。青山ブックセンター本店「200人が、この夏おすすめする一冊」に選出。
- 「FEU(フー）」NO.1(EK-Stase 2023) を発刊

Event
- 「私たちはまるで夢を見るかのように自殺するようである、自殺はひとつの解決であるか？」中原昌也×原智広（B＆B）（2019）
- 「アントナン・アルトーの召喚」（2019)
- 「ジャック・ヴァシェの召喚」（2019) アフタートーク 鈴木創士×原智広
- 「ダダ自殺3人組は生きている」（2020) 谷昌親×原智広
- 「天空に唾を吐きかけろ！」(2021)  原 智広　Julien BIELKA　ケンゴマツモト(THE NOVEMBERS)　中原昌也    アフタートーク　中原昌也×原智広

## 監督、脚本作品
- 「シワの数だけ自己を隠す」（2005年） -　第二回TOHOシネマズ学生映画祭入選。
- 『デュアル・シティ』（2015年） -　原作、プロデュース、脚本を担当。ドイツの映画祭、ニッポン・コネクションにて審査員特別賞を受賞した。
- 『ディストピア・サヴィア・ケース』（2024年）-　監督、原作、脚本を担当。